# Каскадія (настільна гра)
Каскадія (англ. Cascadia) — настільна гра 2021 року, розроблена Ренді Флінном і видана Flatout Games. У Cascadia гравці обирають і додають жетони середовища існування та відповідні жетони дикої природи, щоб набирати переможні бали на основі різних умов підрахунку. Після випуску Cascadia отримала схвальні відгуки критиків, які відзначили її компоненти, доступність і стратегію, але також зауважили на недостатню взаємодію між гравцями. Cascadia виграла премію Spiel des Jahres у 2022 році та International Gamers Award за найкращу гру для одного гравця у 2023 році. В Україні гра локалізована видавництвом Lord of Boards.

## Ігровий процес
У Cascadia, яка розгортається в регіоні Каскадія на північному заході Тихоокеанського узбережжя, гравці обирають одну з чотирьох доступних комбінацій жетонів середовища існування та дикої природи для додавання до своїх наявних жетонів. Якщо три або чотири жетони дикої природи ідентичні, гравці можуть замінити чотири жетони дикої природи на нові. Жетони середовища існування мають розміщуватися поруч із наявним жетоном, тоді як жетони дикої природи розміщуються на жетоні середовища існування з відповідним типом ландшафту. Після кожного ходу жетони середовища та дикої природи поповнюються; коли всі жетони середовища використано, гра завершується, і гравці отримують бали на основі груп безперервних коридорів середовища існування та різних карт підрахунку для дикої природи, що мають різні цілі для кожного виду залежно від їх поведінки. Наприклад, переможні бали нараховуються за ведмедів, якщо їхні жетони групуються разом, але лисиці отримують бали на основі комбінації видів-жертв. Гра також має додаткові сценарії та незначні зміни в цілях.

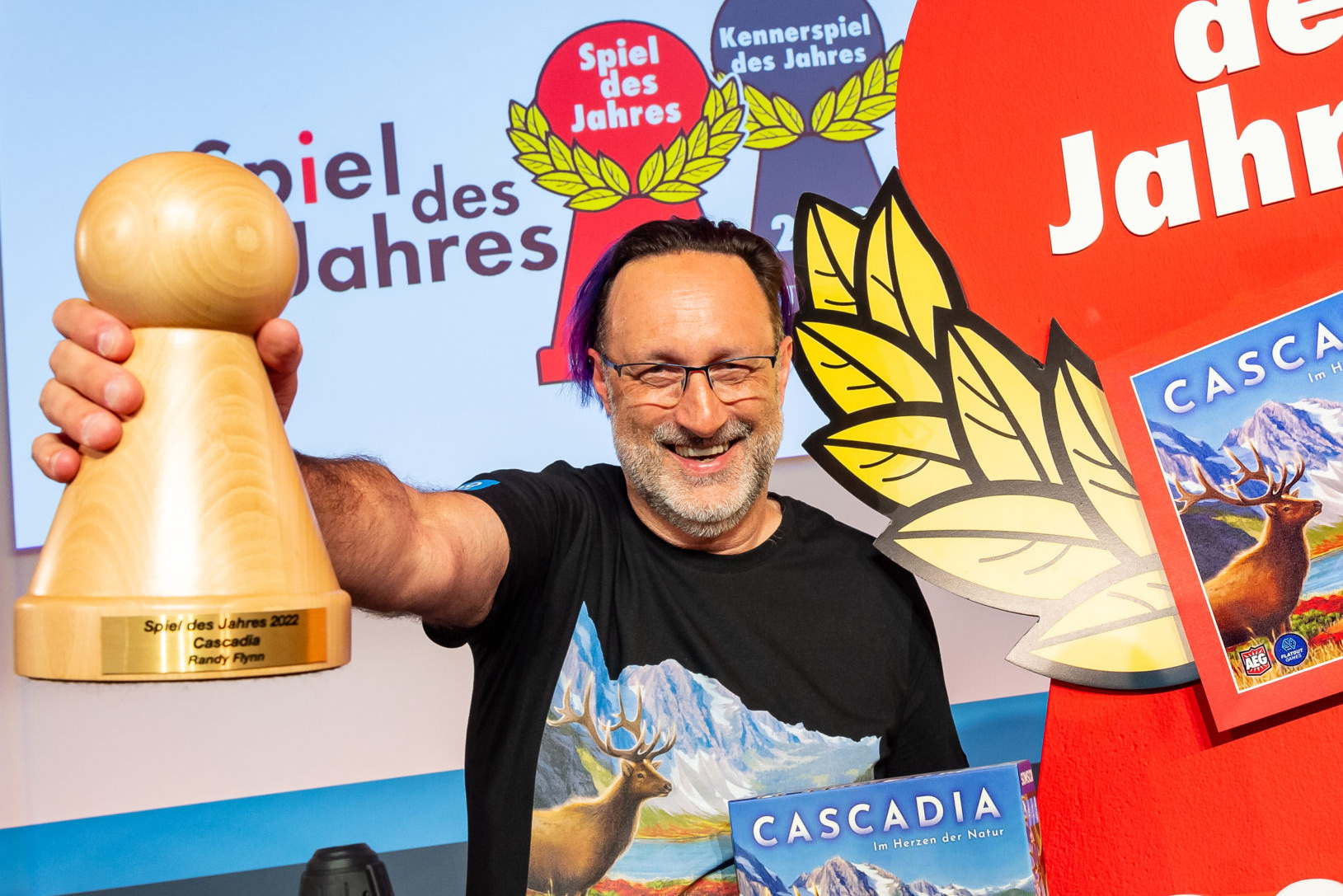
Ренді Флінн у 2022 році

## Оцінка
Після виходу Cascadia отримала схвальні відгуки критиків. Метт Троуер з IGN описав компоненти як «простенькі», але відзначив мистецтво, простоту правил, захопливість та можливість повторної гри завдяки сценаріям та змінам у цілях, зазначивши, що «[ці] особливості пропонують фантастичне різноманіття та додають певної пікантності соло-гравцям». Однак він критикував недостатню взаємодію між гравцями. У своєму огляді для Paste Magazine Кіт Ло назвав її однією з найкращих ігор 2021 року, похваливши поєднання стратегії, простоти у вивченні правил, можливість повторної гри, соло-режим і сценарії, що нагадують кампанії. Так само, в огляді від Tabletop Gaming було позитивно оцінено художнє оформлення, стратегію, що виникає з «надзвичайно захопливої головоломки», доступність і соло-режим, але зазначено про недостатню взаємодію між гравцями та паузи в грі за великої кількості гравців. В огляді також порівнювалося з Calico, зазначивши, що Cascadia «трохи легша для розуму і тому трохи спокійніша».
Гра також увійшла до списку найкращих ігор 2022 року від Polygon, де рецензенти відзначили її компоненти, можливість повторної гри та стратегію завдяки різним шляхам до перемоги, таким як «[створення] коридорів, фокус на контролі територій та отримання бонусів у кінці гри». Cascadia згодом виграла премію Spiel des Jahres у 2022 році, причому журі зазначило, що «[цей] двокомпонентний пазл особливо вдалий, вимагаючи від гравців знайти правильний баланс між поєднанням плиток ландшафту та розміщенням відповідних символів тварин. Модульні правила карт забезпечують високий рівень повторної гри, ставлячи перед гравцями нові виклики щоразу, а також надаючи опціональний режим кампанії». Гра зайняла друге місце на премії Deutscher Spiele Preis у 2022 році.
У 2024 році вона була однією з чотирьох настільних ігор, які були представлені на Чемпіонаті Європи з настільних ігор. 